# Feng Zhe
Feng Zhe (xinès simplificat: 冯 喆, xinès tradicional: 冯 喆, pinyin: Feng Zhe, nascut el 19 de novembre de 1987 a Sichuan) és un gimnasta xinès. Va ser campió mundial de gimnàstica en 2010 i va obtenir la medalla d'or als Jocs Olímpics de Londres 2012 en barres paral·leles i el concurs complet per equips.

## Palmarès

### Campionats mundials
- Londres 2009 : medalla de plata en barres paral·leles.

- Rotterdam 2010: Medalla d'or en equips i barres paral·leles, setè lloc en barra fixa.

### Jocs asiàtics
- Guangzhou 2010: medalla d'or en equip i barres paral·leles i medalla de plata en salt de poltre.

### Jocs Olímpics Londres 2012
- Londres 2012: medalla d'or per equips i barres paral·leles